# August van Croÿ
August Filips Lodewijk Emanuel van Croÿ (Parijs, 3 november 1765 - Château de l'Hermitage, Condé-sur-l'Escaut, 19 oktober 1822), 9de hertog van Croÿ, na 1815 pair van Frankrijk, was de laatste van de Franse de Croÿs. Hij vond een toevluchtsoord in Duitsland, en van 1802 tot 1806 was hij regerend graaf van Dülmen. Zijn bijnaam was "Le Bel Auguste" oftewel "Mooie August". Alle huidige takken van het huis Croÿ stammen in mannelijke lijn van hem af.

## Biografie
Auguste was de oudste zoon van Anne Emmanuel van Croÿ en prinses Auguste Friederike zu Salm-Kyrburg.
Na een periode in de lijfwacht van de Franse koning Lodewijk XVI te hebben gediend moest Auguste in 1790 voor de Franse Revolutie vluchten. Als uitwijkeling moest hij toezien hoe al zijn bezit in beslag werd genomen.
De Reichsdeputationshauptschluss van 25 februari 1803 betekende het einde van het Heilige Roomse Rijk. Bij de verdeling van de kerkelijke goederen kreeg Augusts vader Anne Emmanuel het ambt Dülmen dat deel was geweest van het Bisdom Münster. Hij mocht zich een rijksvrij graaf noemen wat betekende dat hij geen vorst boven zich had staan. Het pas verkregen graafschap Dülmen werd in 1806 als compensatie voor de op de linkerrijnoever verloren gebieden aan de hertog van Arenberg toegewezen. Zoon August volgde zijn vader op in zijn rechten als Duits vorst, zij het zonder graafschap, en was na de restauratie een standesherr in Pruisen dat Dülmen verwierf. 
In 1815 keerde August terug naar Frankrijk. Hij werd tot pair verheven en werd door de Duitse Bond als Doorluchtige Hoogheid erkend. In Frankrijk had Claude François Crouy-Chanel op grond van onduidelijke aanspraken de bezittingen, het wapen en de titel van de hertogen van Croÿ geüsurpeerd. Het kostte Auguste veel moeite en een proces om zijn rechten terug te krijgen.

## Huwelijken en nakomelingen
Hij huwde op 10 januari 1789 met Anne-Victurnienne de Rochechouart-Mortemart (1773-1806) en op 5 november 1821 met Marie-Anne Dillon (1796-1827).
Bij zijn eerste vrouw kreeg hij vier kinderen:
- Alfred De Croÿ (1789-1861), 10e hertog van Croÿ, die Dülmen als vestigingsplaats koos;
- Ferdinand de Croÿ-Solre (1791-1865, die Solre erfde);
- Filips Frans (1801-1871) en
- Stephanie Victorine Marie Anne de Croÿ (1805-1884).

Bij zijn tweede vrouw verwekte hij Gustaaf (1823-1844). Al zijn nakomelingen (in mannelijke lijn) kregen in 1833 het privilege als Doorluchtige Hoogheid te worden aangesproken. 
Alle takken van de familie die zich in België, Frankrijk, Duitsland, Oostenrijk en Tsjechië vermenigvuldigden, stammen van August af. De Westfaalse, Boheemse en Franse takken stammen af van de oudste zoon Alfred. Drie Belgische takken stammen af van de tweede zoon Ferdinand, met name: de Croÿ-Solre, de Croÿ-Rœulx (niet te verwarren met de vroegere gelijknamige takken) en de Croÿ-Rumillies. De derde zoon Filips (1801-1871) ligt aan de basis van de Oostenrijkse tak. In Duitsland, Tsjechië en Oostenrijk noemt de familie zich von Croÿ, in Frankrijk en België de Croÿ.
De oudste zoon in de Westfaalse tak noemt zich nog steeds hertog van Croÿ. Tot deze tak hoorde ook Isabella, die gehuwd was met aartshertog Frederik van Oostenrijk. Het hoofd van de familie zetelde van 1854 tot 1918 in het Pruisische Hogerhuis.